# Maranoa River
Maranoa River är ett vattendrag i Australien. Det ligger i delstaten Queensland, omkring 440 kilometer väster om delstatshuvudstaden Brisbane.
Omgivningarna runt Maranoa River är i huvudsak ett öppet busklandskap. Trakten runt Maranoa River är nära nog obefolkad, med mindre än två invånare per kvadratkilometer.  Genomsnittlig årsnederbörd är 535 millimeter. Den regnigaste månaden är februari, med i genomsnitt 97 mm nederbörd, och den torraste är oktober, med 15 mm nederbörd.